# Sjaghat
Sjaghat (armeniska: Շաղատ) är en ort i Armenien. Den är belägen i provinsen Siunik, i den sydöstra delen av landet, 140 kilometer sydost om huvudstaden Jerevan. Sjaghat ligger 1 708 meter över havet och antalet invånare är 1 011.
Terrängen runt Sjaghat är huvudsakligen kuperad. Sjaghat ligger nere i en dal. Närmaste större samhälle är Hatsavan, 11,9 kilometer söder om Sjaghat.
Trakten runt Sjaghat består i huvudsak av gräsmarker. Runt Sjaghat är det ganska glesbefolkat, med 42 invånare per kvadratkilometer. Inlandsklimat råder i trakten. Årsmedeltemperaturen i trakten är 7 °C. Den varmaste månaden är augusti, då medeltemperaturen är 22 °C, och den kallaste är januari, med −9 °C. Genomsnittlig årsnederbörd är 689 millimeter. Den regnigaste månaden är maj, med i genomsnitt 104 mm nederbörd, och den torraste är augusti, med 15 mm nederbörd.